# Ignacio Anaya García
Ignacio Anaya García (* 15. August 1895 in Acuña, Coahuila, Mexiko; † 1975 in Piedras Negras, Coahuila, Mexiko) war Restaurantinhaber und Erfinder des Nachos, eines typischen mexikanischen Gerichts, das weltweit berühmt wurde.

## Leben
Anaya stammt ursprünglich aus Acuña und lebte 18 Jahre lang im gleichen Bundesstaat in Piedras Negras, Mexiko. Dort entwickelte er auch sein bekanntestes Gericht, die Nachos (in Anspielung auf die Verwendung des Wortes als familiäre Koseform des Vornamens Ignacio). Er heiratete María Antonieta Salinas und hatte neun Kinder.
1960 gründete er sein eigenes Restaurant El Nacho.

## Erfindung des Nachos
Die Ursprünge liegen in Piedras Negras im Jahr 1943. Es gibt mehrere Versionen über seine Kreation; die bekannteste ist, dass eine Gruppe von Ehefrauen von US-Militärs in den Victoria Club (später The Modern genannt) kamen, in dem er als Kellner arbeitete. Da je nach Version entweder der Koch nicht auffindbar war, sie zu spät gekommen waren, als der Laden bereits schließen wollte, oder da es noch zu früh war und noch nicht viele Zutaten für die Zubereitung ihres Menüs zur Verfügung standen, improvisierte Anaya und nahm einige gebratene Tortillas in Form eines Dreiecks (oder Totopos), um sie in den Ofen zu geben, und bestreute sie vorher mit etwas Käse und einigen Chilischoten in Streifen. Zur Überraschung schmeckte es ihnen, obwohl das Gericht improvisiert war. Sie fragten nach dem Namen und erhielten die Antwort „Nacho“. Später wurde es dauerhaft unter dem Namen Nacho's Especiales angeboten.